# Тугела (водопад)
Вижте пояснителната страница за други значения на Тугела.
Тугела е вторият по височина водопад в света разположен на река Тугела, с обща височина 948 метра, поделя се на пет каскади, най-голямата от които е 411 метра. Намира се в източната част на Драконовите планини в национален парк Роял Натал, провинция Квазулу-Натал, РЮА. На местния език зулу, името на водопада означава „Внезапен“, защото през сухия сезон той почти изчезва, и се нормализира с топенето на снеговете.